# Álex da Rosa
Álex Rodrigo da Rosa Comelles (Santiago, 1978. június 1. –) bolíviai válogatott labdarúgó.

## Mérkőzései a bolíviai válogatottban
| #  | Dátum               | Ellenfél  | Eredmény | Kiírás              | Esemény     |
| -- | ------------------- | --------- | -------- | ------------------- | ----------- |
| 1. | 2004. március 30.   | Chile     | 0 – 2    | Vb-selejtező        |             |
| 2. | 2009. március 11.   | Mexikó    | 1 – 5    | barátságos mérkőzés |             |
| 3. | 2009. április 1.    | Argentína | 6 – 1    | Vb-selejtező        | 45' 45' 69' |
| 4. | 2009. június 6.     | Venezuela | 0 – 1    | Vb-selejtező        |             |
| 5. | 2009. június 10.    | Chile     | 0 – 4    | Vb-selejtező        | 46'         |
| 6. | 2010. augusztus 11. | Kolumbia  | 1 – 1    | barátságos mérkőzés | 46'         |

## Sikerei, díjai
Bonner SC:
- Német negyedosztály ezüstérmes: 2005–06